# Sykiá (Chalcidique)
Sykiá, en grec moderne : Συκιά, est un village du dème de Sithonie, district régional de Chalcidique, en Macédoine-Centrale, Grèce.
Selon le recensement de 2011, la population du village s'élève à 1 903 habitants.